# La Dernière Légion
Pour les articles homonymes, voir Légion.
Pour plus de détails, voir Fiche technique et Distribution.
La Dernière Légion (The Last Legion) est un film britannico-italo-franco-tunisien réalisé par Doug Lefler, sorti en 2007.
L'histoire est tirée du roman historique La Dernière Légion de Valerio Massimo Manfredi, publié en 2002, qui s'inspire de la vie du dernier empereur romain d'Occident Romulus Augustule et de la légende arthurienne.

## Synopsis
En 476 après Jésus-Christ, à l'aube de la chute de l'Empire romain d'Occident, menacé par l'arrivée des Goths venus de l'Est. Dans un empire en pleine guerre, Oreste, dernier maître de Rome, fait couronner son fils, Romulus Augustus. Celui-ci, âgé de dix ans, est placé sous la protection du commandant Aurelius, mais lui et ses hommes ne peuvent rien contre l'attaque d'Odoacre, chef des Goths. Rome est vaincue et le jeune empereur est capturé.
Laissé en vie par Odoacre, Romulus est enfermé dans l'île-forteresse de Capri, sous la surveillance de Wulfila. Il y est accompagné par son précepteur, le mystérieux Ambrosinus à la fois philosophe et magicien. Dans le temple de l'île, Romulus retrouve l'épée légendaire de César : elle est accompagnée du message Un côté pour défendre, l'autre pour vaincre, en Bretagne je fus forgée pour servir celui qui est destiné à gouverner. S'emparant de l'épée, il est délivré par Aurelius et trois de ses hommes, ainsi que par Mira, guerrière indienne venue du Kerala, maîtresse dans l'art du Kalarippayatt, garde du corps de l'ambassadeur de Constantinople Theodorus Andronikos.
Trahi par le Sénat romain qui s'est rangé du côté d'Odoacre, et par l'Empire romain d'Orient qui lui refuse asile, Romulus choisit alors de faire route vers le nord, vers le Royaume de l'île de Bretagne (l'actuelle Grande-Bretagne) où fut forgée l'épée de César. Épée sur laquelle fut gravé CAI • IVL • CAES • ENSIS CALIBVRNVS traduit par Manfredi par « Épée d'acier je fus forgée pour Caius Julius Caesar IV » et dont les lettres effacées par le temps et la corrosion donnèrent par la suite naissance au mythe d'Excalibur.
Avec Aurelius, Mira et Ambrosinus, il part à la recherche de la neuvième légion, dernière armée fidèle à Rome. Mais comme le reste de l'Empire, la Bretagne est une région dévastée par la guerre : un tyran du nom de Vortgyn, lui aussi à la recherche de l'épée légendaire, menace de faire céder la dernière défense de l'Empire romain.
Le personnage Ambrosinus fait référence à Merlin des légendes arthuriennes, tandis qu'Aurelius fait référence au chef de guerre breton Ambrosius Aurelianus.

## Fiche technique
Sauf indication contraire, les informations mentionnées dans cette section peuvent être confirmées par la base de données cinématographiques IMDb,  présente dans la section « Liens externes ».
- Titre français : La Dernière Légion
- Titre original : The Last Legion
- Réalisation : Doug Lefler
- Scénario : Jez Butterworth, Tom Butterworth
- Décors : Carmelo Agate
- Costumes : Paolo Scalabrino
- Photographie : Marco Pontecorvo
- Son : Andy Kennedy
- Musique : Patrick Doyle
- Montage : Simon Cozens
- Production : Tarak Ben Ammar, James Clayton, Chris Curling, Dino De Laurentiis, Martha De Laurentiis, Raffaella De Laurentiis, Lorenzo De Maio, Salvatore Morello, Duncan Reid, Phil Robertson, Harvey Weinstein
- Sociétés de production : Dino De Laurentiis Company, Ingenious Film Partners, Quinta Communications, Zephyr Films Ltd.
- Sociétés de distribution : The Weinstein Company (États-Unis), Quinta Communications (France), Momentum Pictures (Royaume-Uni)
- Sociétés d'effets spéciaux : Duboicolor, Duran Duboi
- Budget : 67 000 000 $
- Pays d'origine :  France |  Italie |  Royaume-Uni |  Slovaquie |  Tunisie
- Langue : anglais
- Format : couleur - 2,35:1 - DTS / Dolby Digital - 35 mm
- Genre : Aventure et guerre
- Durée : 102 minutes
- Dates de sorties en salles :
  -  États-Unis : 17 août 2007
  -  France : 19 septembre 2007
  -  Italie : 14 septembre 2007
  -  Royaume-Uni : 19 octobre 2007

## Distribution
- Thomas Brodie-Sangster (VF : Anton Sobana) : Romulus Augustus
- Colin Firth (VF : Edgar Givry) : Aurelius
- Ben Kingsley (VF : Gérard Rinaldi) : Ambrosinus / Merlin
- Aishwarya Rai (VF : Françoise Cadol) : Mira
- Peter Mullan (VF : Marc Alfos) : Odoacre
- Kevin McKidd (VF : Antoine Tomé) : Wulfila
- John Hannah (VF : Éric Herson-Macarel) : Nestor
- Iain Glen (VF : Patrick Laplace) : Oreste
- Rupert Friend (VF : Taric Mehani) : Demetrius
- Nonso Anozie (VF : Jean-Michel Martial) : Batiatus
- Owen Teale : Vatrenus
- Alexander Siddig : Theodorus Andronikos
- Robert Pugh : Kustennin
- James Cosmo (VF : Patrice Melennec) : Hrothgar
- Harry Van Gorkum (en) (VF : Patrick Floersheim) : Vortgyn
- Rory James : le roi Arthur jeune

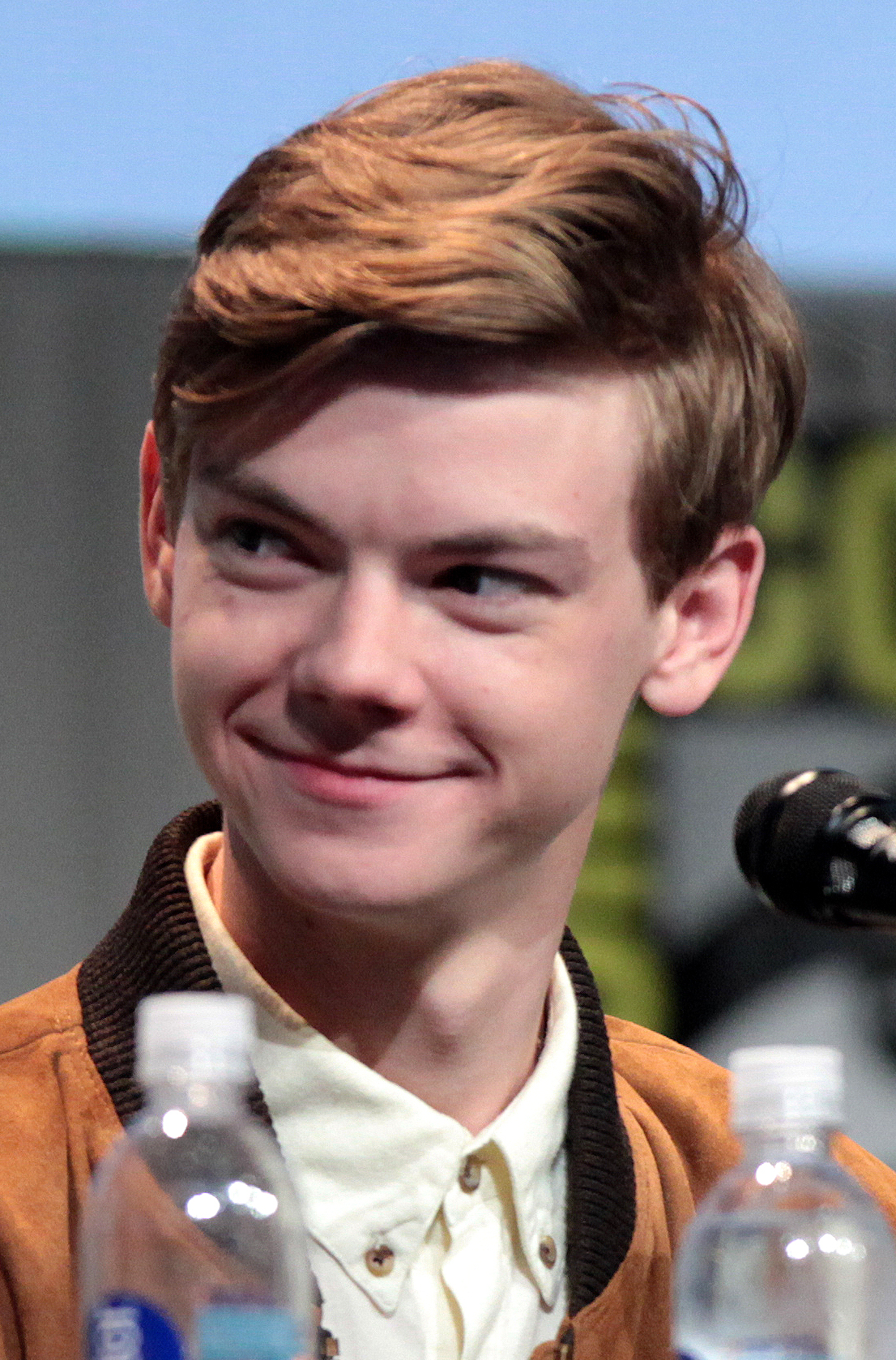
Thomas Brodie-Sangster
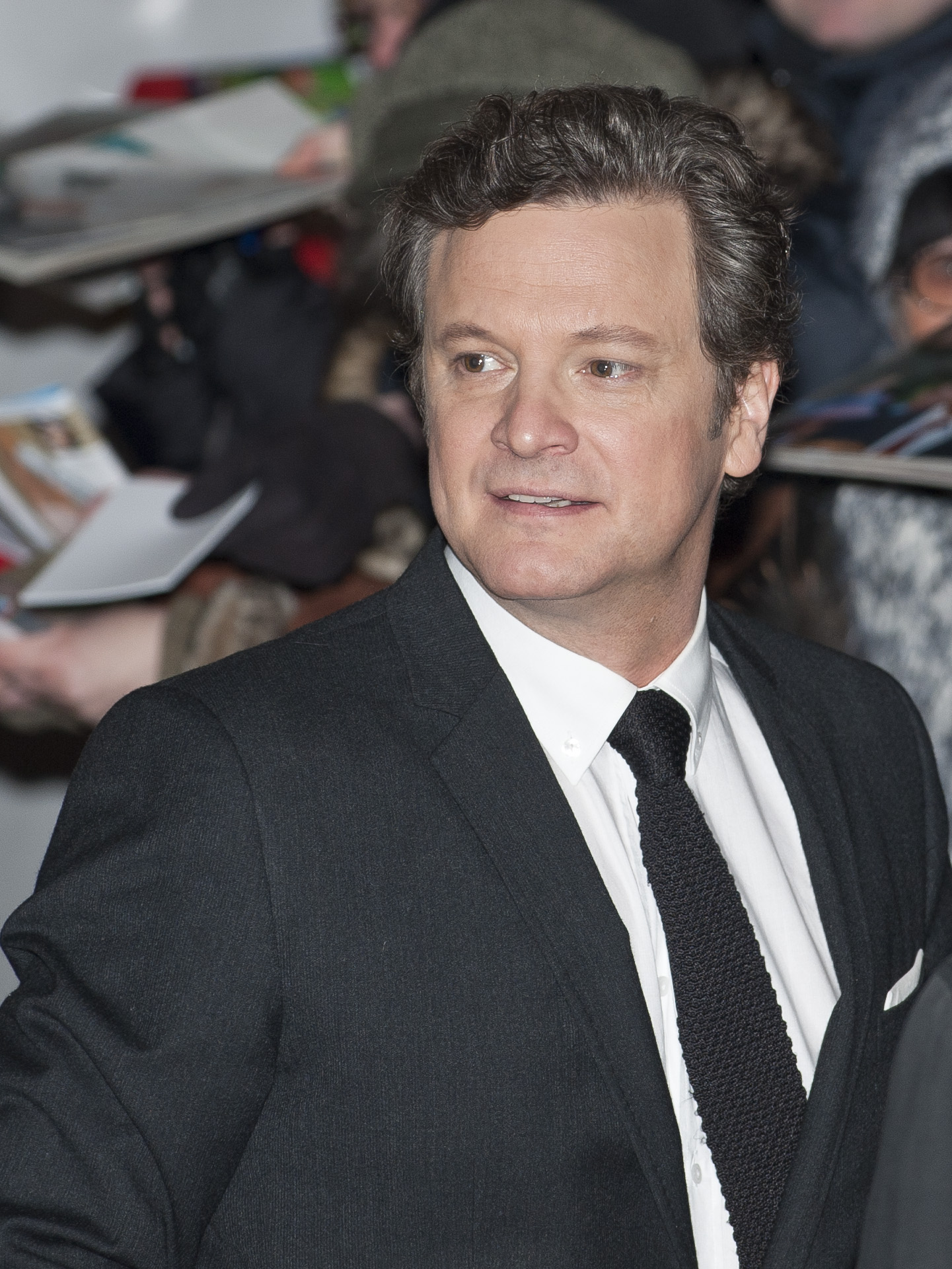
Colin Firth
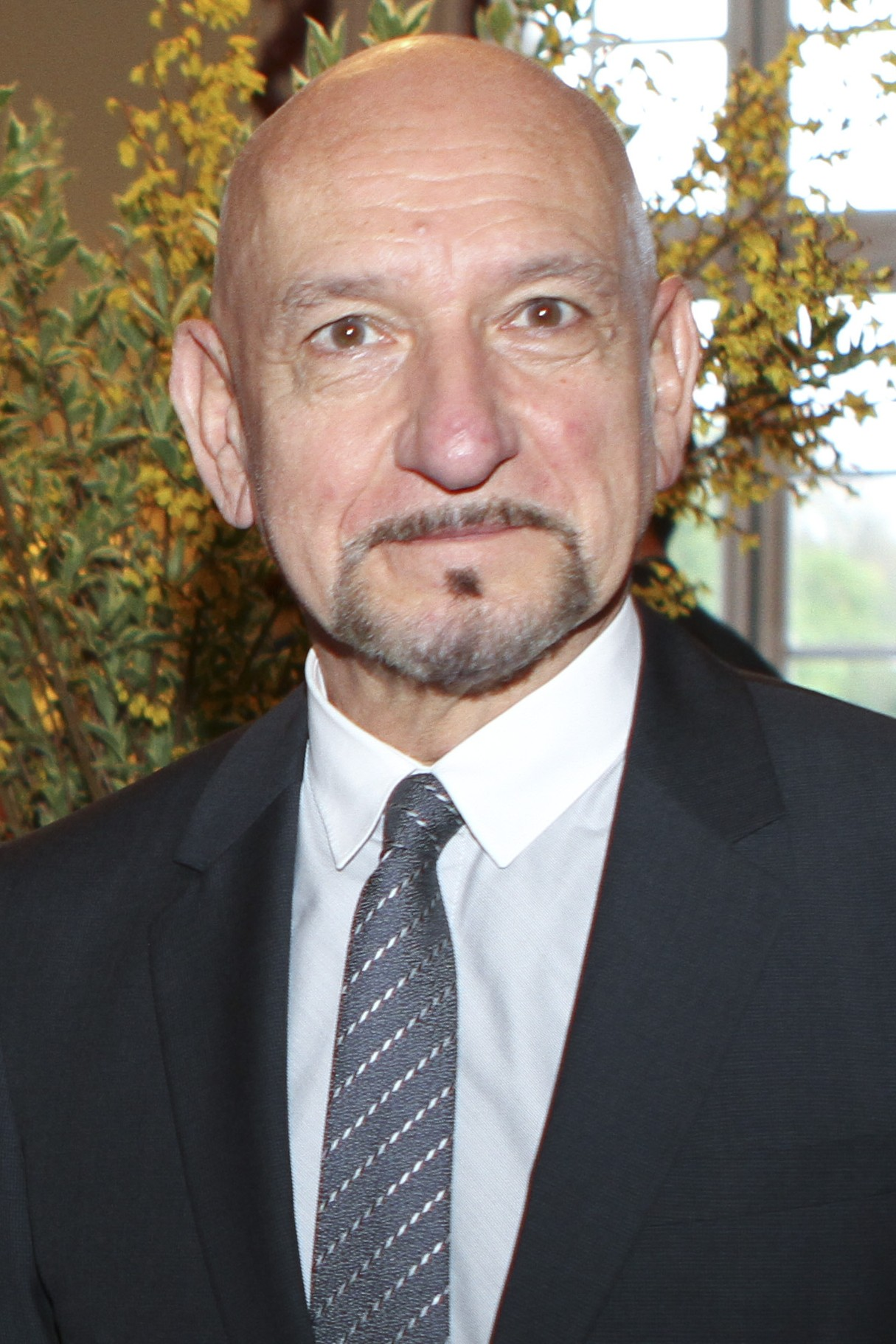
Ben Kingsley
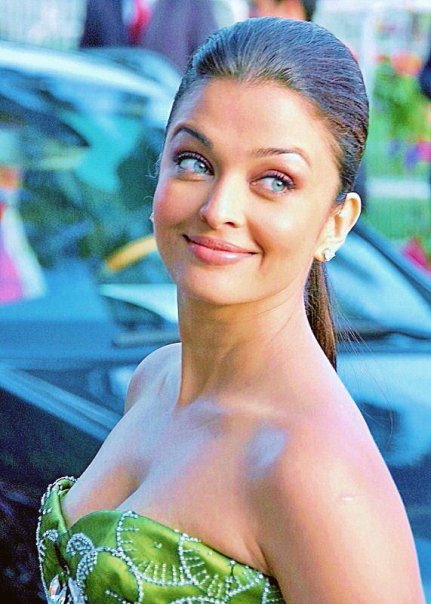
Aishwarya Rai
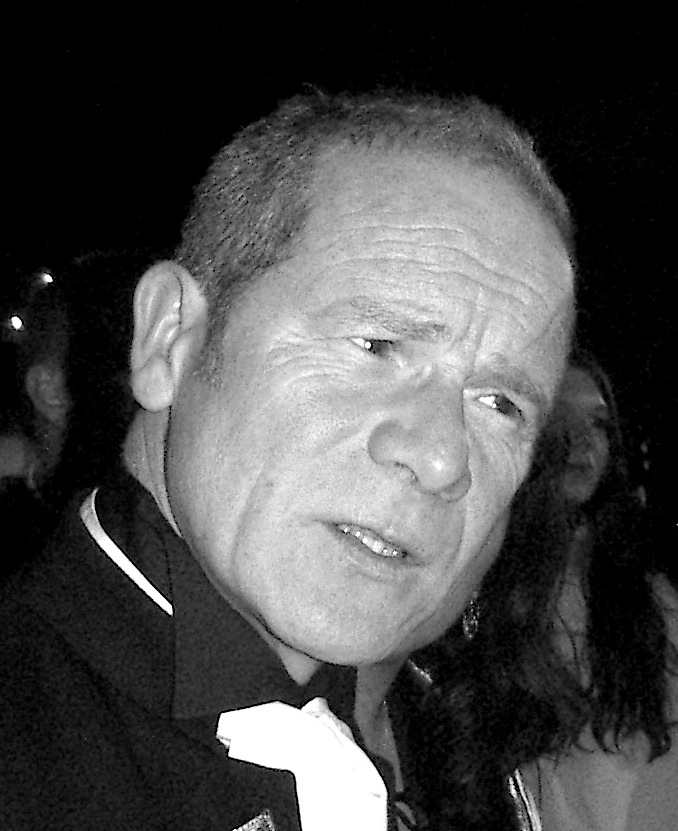
Peter Mullan
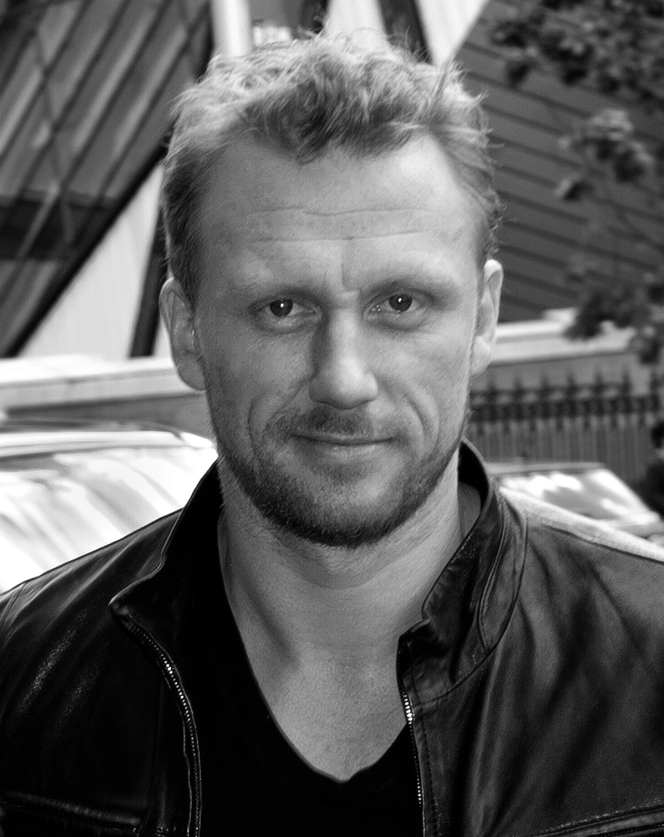
Kevin McKidd
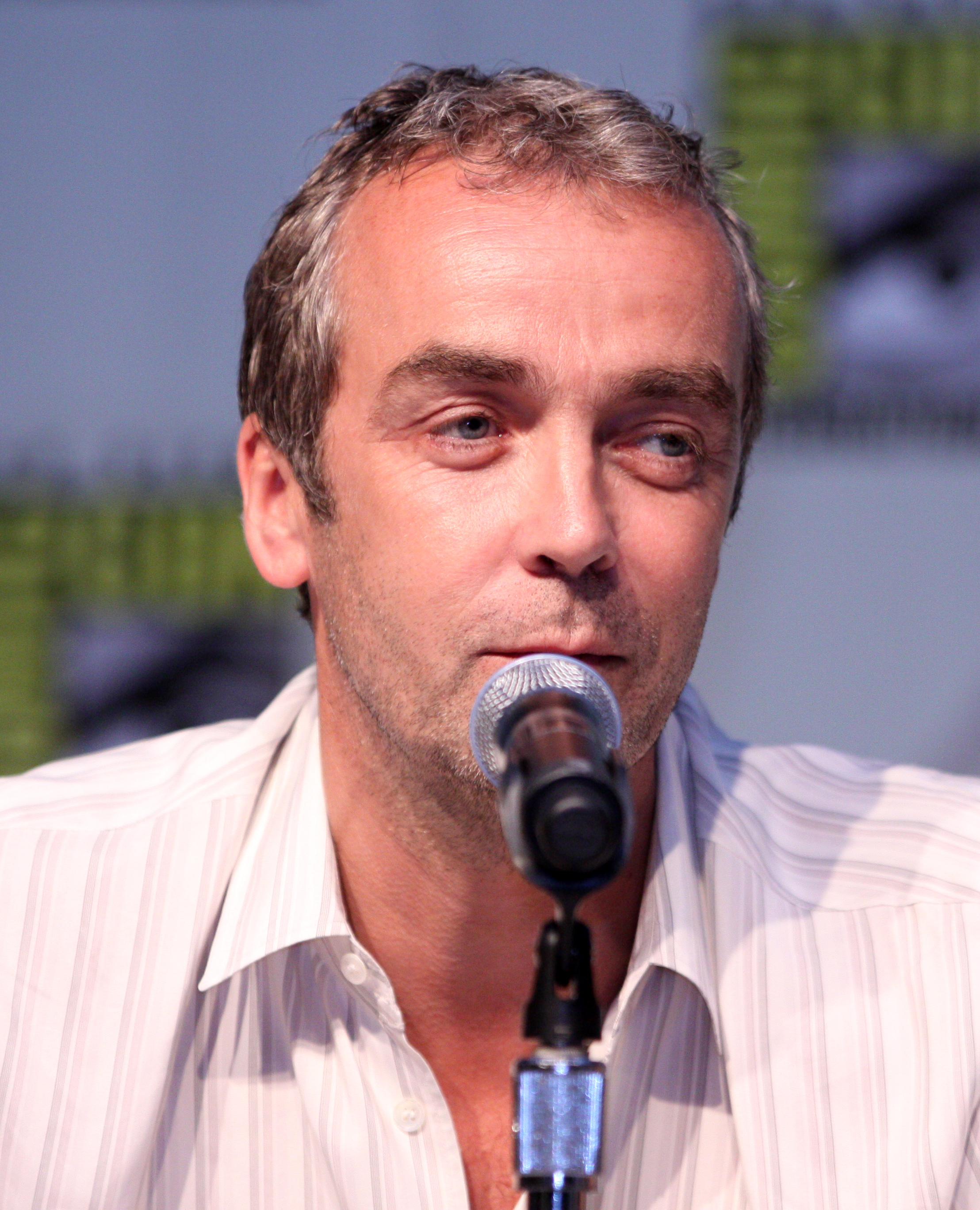
John Hannah
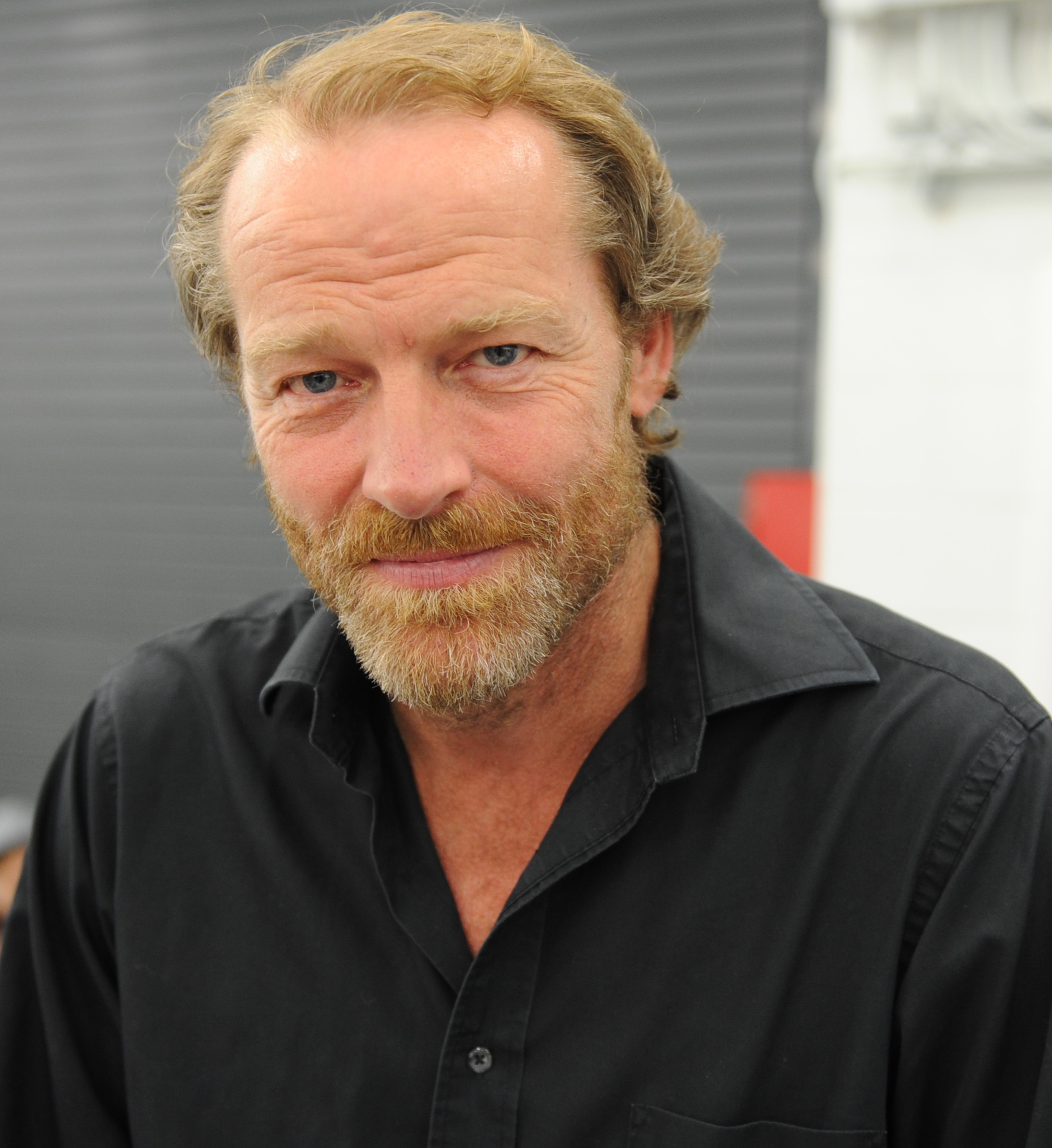
Iain Glen
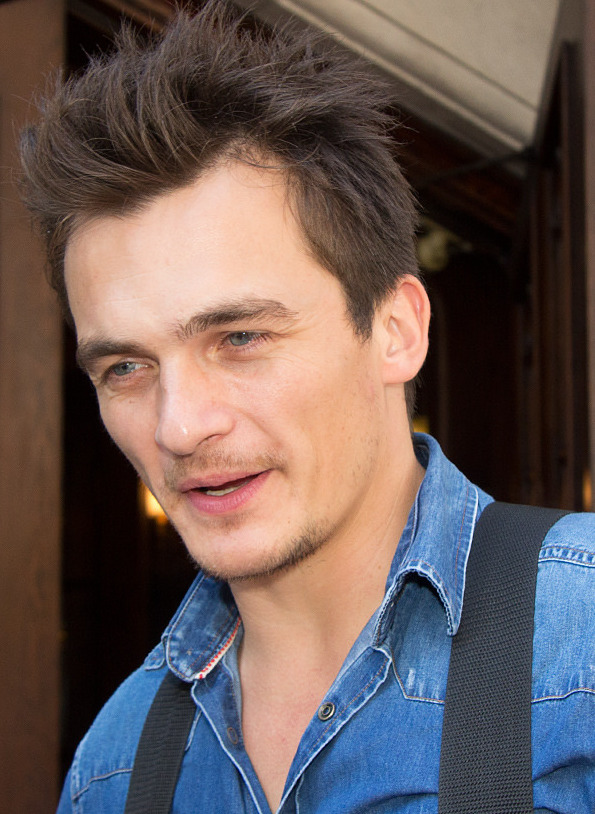
Rupert Friend
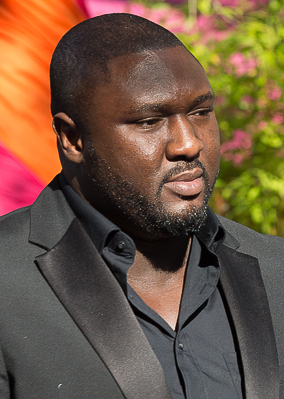
Nonso Anozie
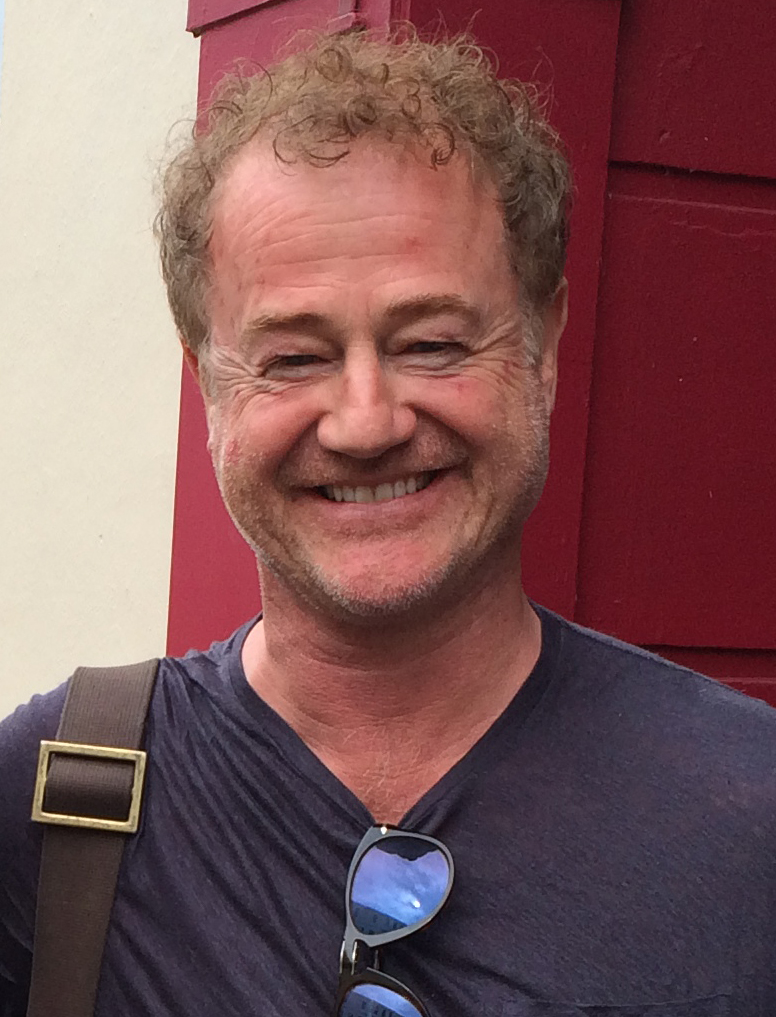
Owen Teale
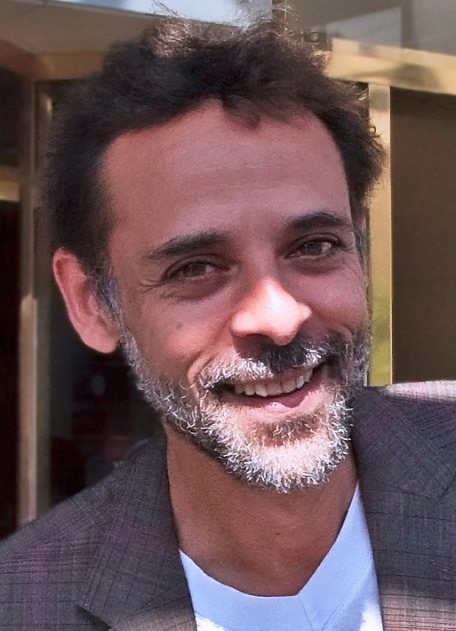
Alexander Siddig
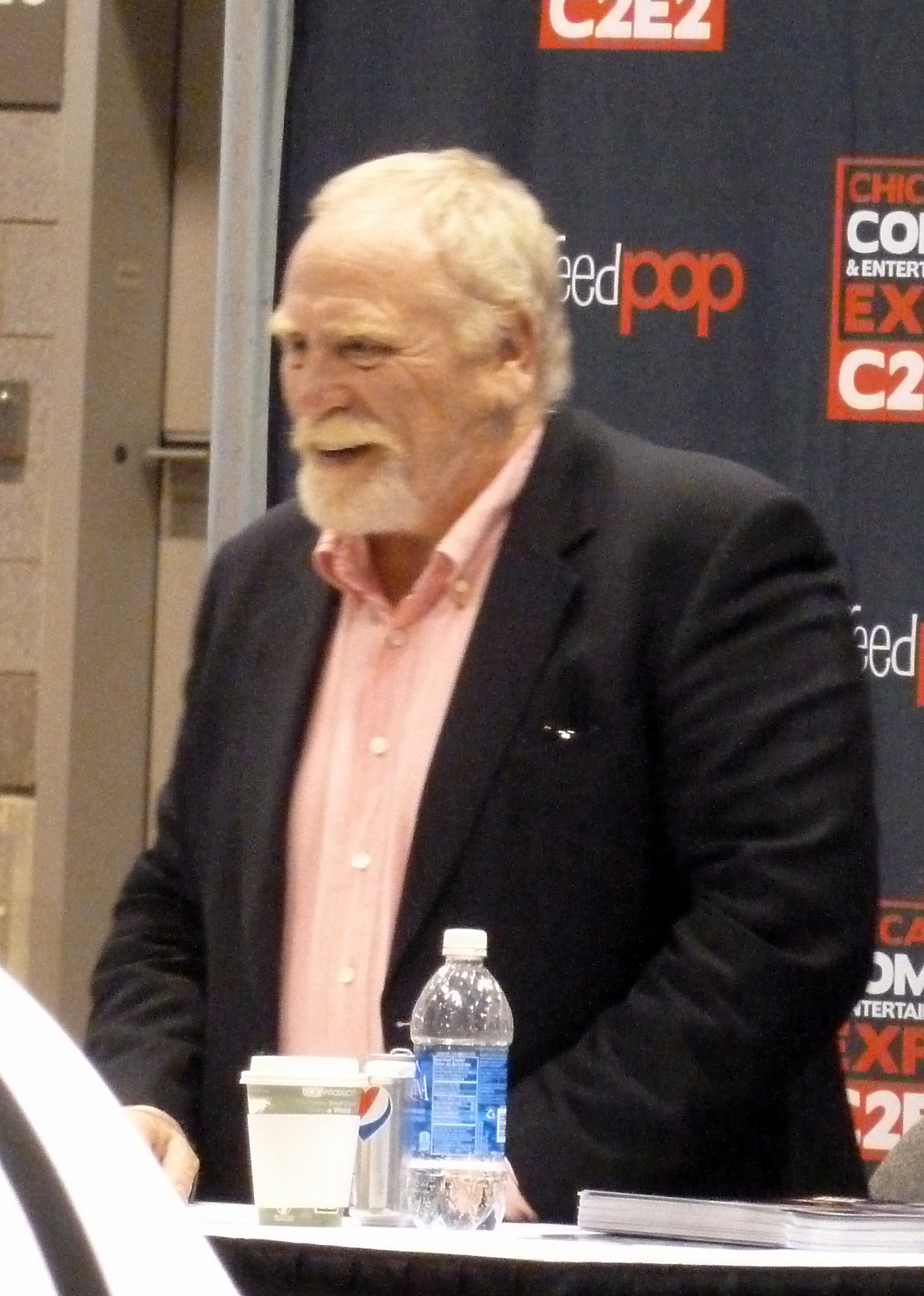
James Cosmo

## À noter
- Le tournage s'est déroulé du 5 août 2005 au 11 novembre 2005 en Slovaquie (notamment au château de Spiš) et en Tunisie.
- Sept acteurs du film ont par la suite joué dans la série Game of Thrones : James Cosmo (Jeor Mormont), Alexander Siddig (Doran Martell), Thomas Brodie-Sangster (Jojen Reed), Nonso Anozie (Xaro Xhoan Daxos), Iain Glen (Jorah Mormont), Robert Pugh (Craster) et Owen Teale (Alliser Thorne).
- Le film présente des erreurs historiques parfois flagrantes, comme la supposée lignée des Césars[1], les fragments de statues géantes brisées parsemant la campagne italienne, Odoacre mentionné comme chef des Goths alors qu'il était le roi des Hérules (une autre tribu germanique), sans compter la probabilité qu'une Indienne combatte pour l'empereur de Constantinople.